# Козловка (Рыбновский район)
Козло́вка — село в Рыбновском районе Рязанской области. Входит в состав Батуринского сельского поселения.

## География

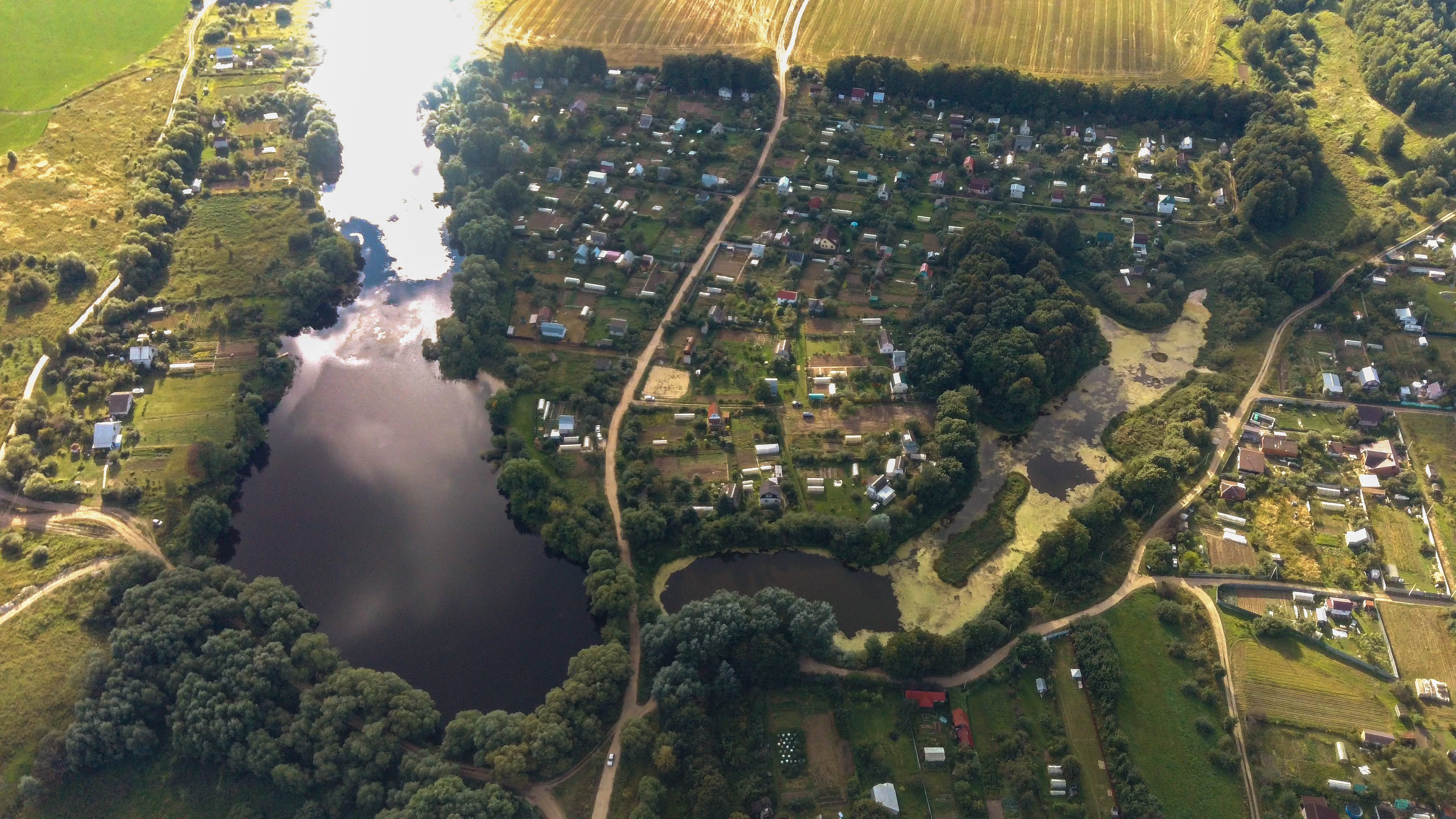
Барский и Флигерский пруды, между ними - СНТ Мечта

Расположено на западе центральной части района в 2 километрах от границы с Московской областью. По северной границе села проходит железнодорожная линия Рыбное-Узуново. В селе расположены 3 пруда, образованных рекой Кольной 
(приток реки Вожи): Монастырский (в настоящее время обмелел) , Барский и Флигерский. Средняя высота над уровнем моря - 130 метров. На северо-западе находится труднопроходимый лес Нивищи. 
Расстояние до районного центра - 18 км, до областного - 30 км. 

#### Соседние населенные пункты
- Костенково - в 3 км западнее по грунтовой дороге
- Козицино - в 3 км юго-западнее по грунтовой дороге
- Ильинское - в 1,5 км севернее по асфальтированной дороге
- Житово - в 4 км северо-восточнее по асфальтированной дороге

## История

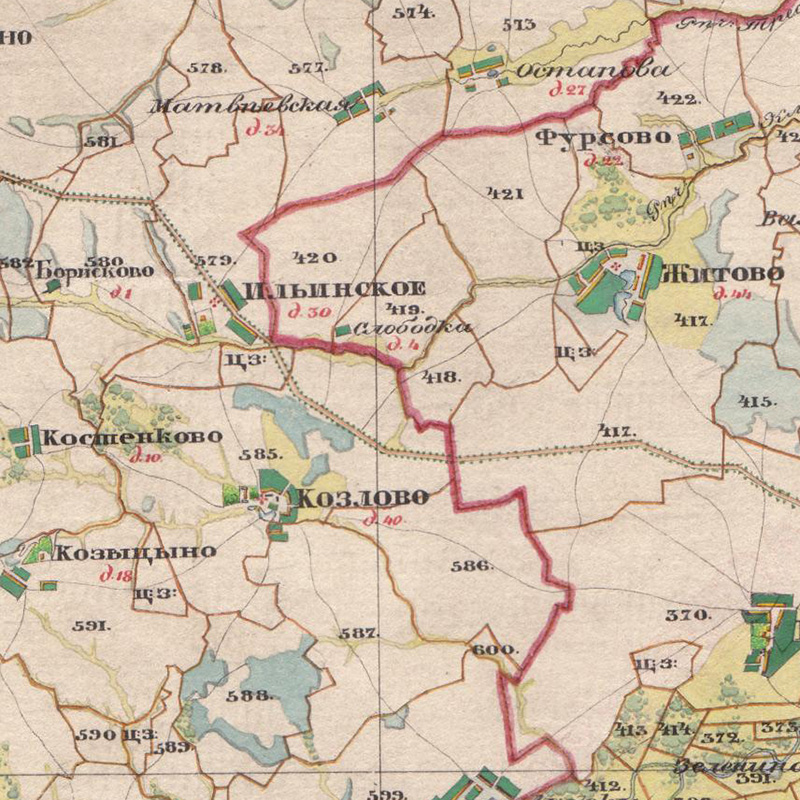
Село Козлово на карте Менде 1850 г

Известно как село с Димитревскою церковью с XVII века. Название дано по фамилии землевладельца Козлова. В статистике 1859 года значится селом владельческим Козлово Зарайского уезда Рязанской губернии, при колодцах. В 1866 году — село временнообязанных крестьян при пруде и колодцах. В 1881 году в селе была устроена школа. В начале XX века входило в Булыгинскую волость Зарайского уезда (волостной центр — село Булыгино). На 1905 год в Козлово располагалось Булыгинское волостное правление. Здесь действовали 2 кузницы, ветряная мельница. До 30-х годов XX века рядом с селом проходила дорога Зарайск- Рязань. В советское время было переименовано в Козловку. В 1989 году была построена железнодорожная линия Рыбное-Узуново, в том же году началось движение пригородных электропоездов. С 2004 по 2015 год входило в Козловское сельское поселение Рыбновского района Рязанской области (административный центр — село Житово).

## Население
- 1859 - 49 дворов, 391 человек
- 1866 - 63 двора, 404 человека
- 1 января 1905 - 97 дворов, 651 человек| 1859 | 1897 | 1906 | 2010 |
| ---- | ---- | ---- | ---- |
| 391  | ↗613 | ↗651 | ↘53  |

## Инфраструктура

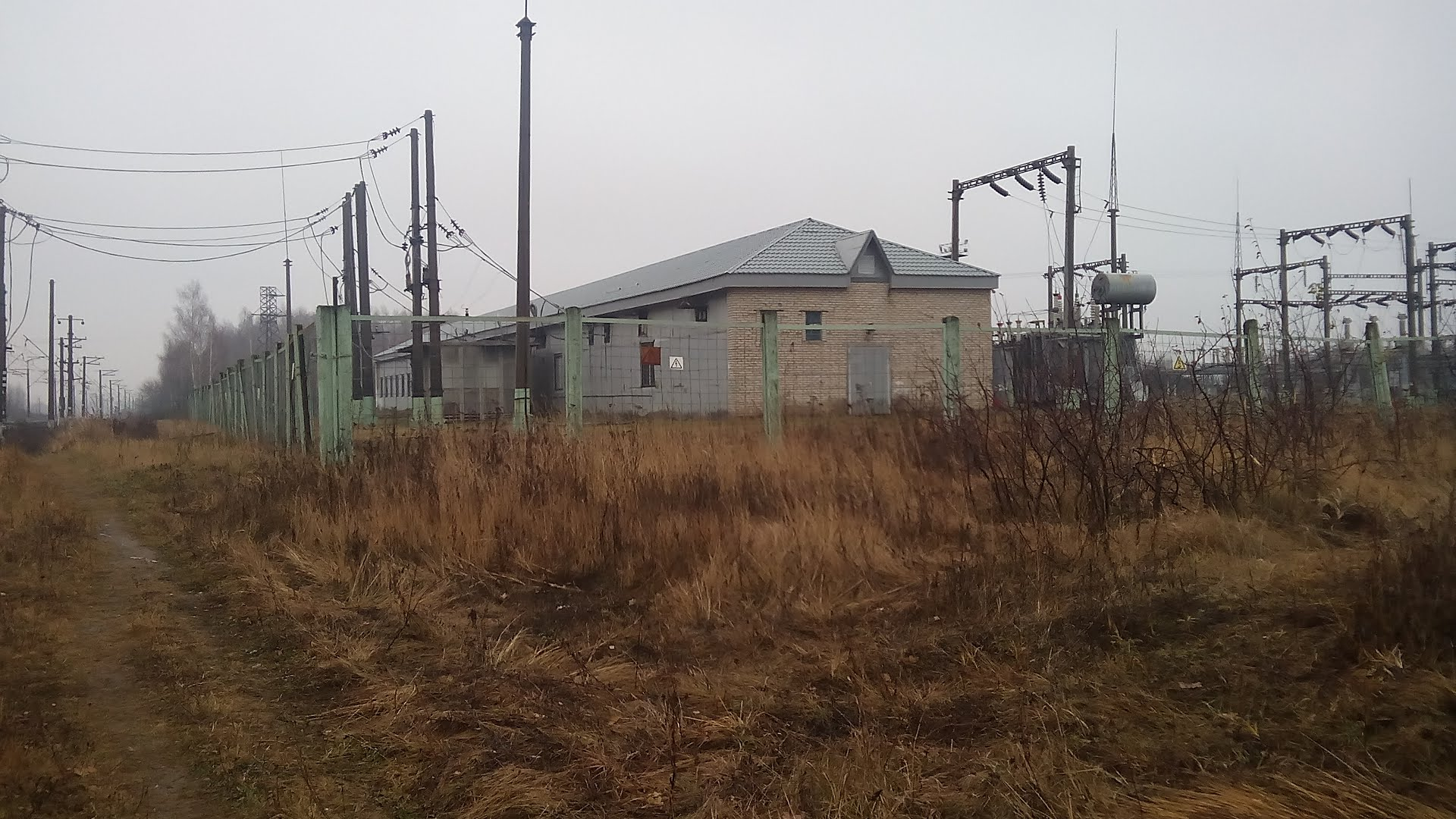
Тяговая подстанция «Житово»

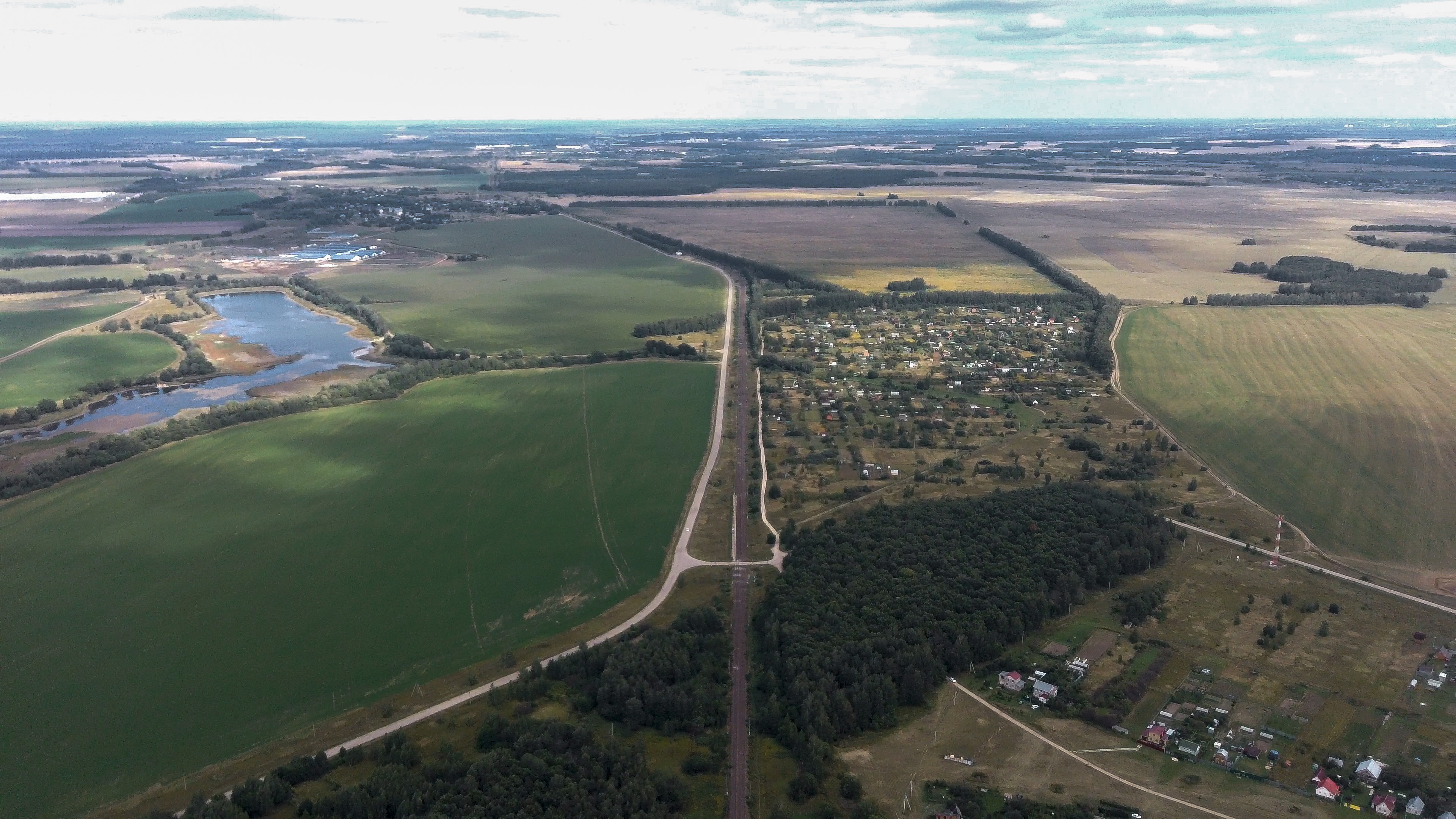
Железнодорожная линия Рыбное-Узуново в районе Козловки

В селе расположено Знаменское подворье Николо-Угрешского монастыря. Старое здание школы, отремонтированное в начале 2000-х годов служит братским корпусом. В 2016 году было закончено строительство деревянной церкви Казанской иконы Богородицы . Кроме того, в окрестностях Козловки организуется летний палаточный спортивный лагерь "Угреша" для детей прихожан.
Также в селе расположена тяговая электроподстанция «Житово», питающая линию Узуново - Рязань.
Кроме того, в селе расположено большое количество дачных участков. Самые крупные садовые товарищества: «Медик», «Луч», «Весна».

## Транспорт
Транспортные связи с селом осуществляются электропоездами Рязань — Узуново. Всего в день проходит 3 пары электропоездов. Остановочный пункт несёт одноимённое название. 